# Csíkrákos község
Csíkrákos község (románul: Comuna Racu) község Hargita megyében, Romániában. Központja Csíkrákos, hozzá tartozik Göröcsfalva.

## Népessége
A 2011-es népszámlálás adatai alapján a község népessége 1607 fő volt.

## Története
2004-ben vált ki Madéfalva községből és szervezték önálló községgé.